# Фелікс Ґваттарі
П'єр-Фелікс Ґваттарі (фр. Pierre-Félix Guattari, 30 квітня 1930, Вільнев-ле-Саблон, департамент Уаза, Франція — 29 серпня 1992, Кур-Шеверні, Франція) — французький психоаналітик, філософ і політичний активіст, один із основоположників антипсихіатрії, написав спільно з філософом Жилем Делезом знаменитий трактат «Анти-Едіп. Капіталізм і шизофренія» (1972). Делез і Ґваттарі ввели у філософський лексикон терміни «ризома», «шизоаналіз», «тіло без органів».

## Життєпис

### Клініка La Borde
Ґваттарі народився у Вільнев-ле-Саблон, робітничому передмісті північно-західного Парижа, Франція. Його батько був менеджером фабрики, і він був залучений до троцькістського політичного активізму в підлітковому віці, перш ніж почав навчатися та стажуватися у французького психоаналітика Жака Лакана (і був проаналізованим ним) на початку 1950-х років. Згодом він все життя пропрацював в експериментальній психіатричній клініці La Borde під керівництвом учня Лакана, психіатра Жана Орі. Вперше він зустрівся з Орі у приватній психіатричній клініці в Сомері на Луарі за пропозицією брата Орі Фернана, який був шкільним учителем Ґваттарі. Ґваттарі переїхав до La Borde в 1955 році, через два роки після її заснування. La Borde була місцем для спілкування багатьох студентів, які вивчали філософію, психологію, етнологію та соціальну роботу.
Один з особливо нових напрямків, розроблених у La Borde, полягав у відмові від класичної пари аналітик/аналізований на користь відкритої конфронтації в груповій терапії. На відміну від індивідуалістичного стилю аналізу школи Фройда, ця практика вивчала динаміку кількох суб'єктів у складній взаємодії. Це привело Ґваттарі до ширшого філософського дослідження та політичної взаємодії з широким спектром інтелектуальних та культурних сфер (філософія, етнологія, лінгвістика, архітектура тощо).

### 1960–1970-ті
З 1955 по 1965 рік Ґваттарі редагував і дописував троцькістську газету La Voie Communiste («Комуністичний шлях»). Він підтримував антиколоніальну боротьбу, а також італійських автономістів. Ґваттарі також брав участь у G.T.P.S.I., яка зібрала багатьох психіатрів на початку 1960-х років і створила Асоціацію інституційної психотерапії в листопаді 1965 року. Тоді ж він разом з іншими активістами заснував F.G.E.R.I. (Федерацію груп з інституційних досліджень) та її часопис Recherche (Дослідження), що займався філософією, психоаналізом, етнологією, освітою, математикою, архітектурою та іншими галузями. F.G.E.R.I. представляє різні аспекти політичної та культурної діяльності Ґваттарі: Група молодих латиноамериканців, Франко-китайська дружба (за часів народних комун), опозиційна діяльність під час воєн в Алжирі та В'єтнамі, участь у M.N.E.F., U.N.E.F., а також реорганізація навчальних курсів за участю політика офісів психологічної академічної допомоги (B.A.P.U.), організація університетських робочих груп (G.T.U.), а також реорганізація навчальних курсів з Центрами підготовки до методів освітньої діяльності (C.E.M.E.A.) для психіатричних медбратів, а також створення Братства медсестер (Amicales d'infirmiers) (у 1958 році), дослідження архітектури та проєкти будівництва денного стаціонару для «студентів та молодих робітників».
У 1967 році він став одним із засновників OSARLA (Організація солідарності та допомоги латиноамериканській революції). У 1968 році Ґваттарі познайомився з Даніелем Кон-Бендітом, Жан-Жаком Лебелем та Джуліаном Беком. Він брав участь у масштабних французьких протестах у травні 1968 року, починаючи з Руху 22 березня. Саме після 1968 року Ґваттарі познайомився з Жилем Делезом у Венсенському університеті. Тоді він почав закладати основу для «Анти-Едіпа» (1972), який Мішель Фуко у своїй передмові до книги назвав «вступом до нефашистського життя». У 1970 році він створив Центр вивчення та дослідження інституційної формації, який розвивав підхід, досліджуваний у журналі Recherches. У 1973 році Ґваттарі був засуджений і оштрафований за «наругу над суспільною мораллю» через публікацію номера Recherches, присвяченого гомосексуальності. 1977 року він створив CINEL для «нових просторів свободи», а у 1980-х приєднався до екологічного руху зі своєю «екософією».

### 1980–1990-ті
Ґваттарі вважав основним товаром, виробленим за капіталізму, саму суб'єктивність:254. На думку Ґваттарі, виробництво суб'єктів споживання з новими бажаннями, які можна задовольнити через постійну купівлю товарів і досвіду, є передумовою створення суспільства споживання:254.
У своїй останній книзі «Хаосмос» (1992) Ґваттарі повернувся до питання суб'єктивності: «Як її виробляти, збирати, збагачувати, постійно винаходити, щоб зробити її сумісною з мутантними всесвітами цінності?». Це питання пронизує всі його роботи: від «Психоаналізу і трансверсальності» (збірка статей 1957—1972 років), «Років зими» (1980—1986) і «Шизоаналітичних картографій» (1989) до спільної з Делезом праці «Що таке філософія?» (1991). (1991). У «Хаосмосі» Ґваттарі пропонує аналіз суб'єктивності з точки зору чотирьох функцій: (1) матеріальні, енергетичні та семіотичні потоки; (2) конкретні та абстрактні машинні типи; (3) віртуальні універсуми цінності; і (4) кінцеві екзистенційні території. Ця схема намагається осягнути гетерогенність компонентів, залучених до виробництва суб'єктивності, як її розуміє Ґваттарі, які включають як означальні семіотичні компоненти, так і «a-значущі семіологічні виміри» (які працюють «паралельно або незалежно» від будь-якої означальної функції, яку вони можуть мати).

### Смерть і посмертні публікації
29 серпня 1992 року, через два тижні після інтерв'ю для грецького телебачення, куратором якого був Йоргос Велцос, Ґваттарі помер у La Borde від серцевого нападу.
У 1995 році в посмертному виданні «Хаософії Ґваттарі» були опубліковані есеї та інтерв'ю, що стосуються роботи Ґваттарі як директора експериментальної клініки La Borde і його співпраці з Делезом. До збірки увійшли такі есе, як «Програма балансу для машин бажань», підписана Делезом (з яким він був співавтором «Анти-Едіпа» та «Тисячі плато»), та «Кожен хоче бути фашистом». Це вступ до теорій Ґваттарі про «шизоаналіз» — процес, який розвиває психоаналіз Зиґмунда Фройда, але переслідує більш експериментальний і колективний підхід до аналізу.
У 1996 році вийшла ще одна збірка есеїв, лекцій та інтерв'ю Ґваттарі «М'які підриви», в якій простежується розвиток його думки та діяльності протягом 1980-х років («зимових років»). У своїх аналізах мистецтва, кіно, молодіжної культури, економіки та владних формацій він розвиває такі концепції, як «мікрополітика», «шизоаналіз» та «становлення жінки», що мають на меті вивільнити суб'єктивність та відкрити нові горизонти для політичного та творчого спротиву стандартизуючим та гомогенізуючим процесам глобального капіталізму (який він називає «Інтегрованим світовим капіталізмом») у «постмедійну епоху». Наприклад, він використовував термін «мікрополітика», щоб розмежувати певний рівень спостереження за соціальними практиками (несвідома економіка, де існує певна гнучкість у вираженні бажань та інституцій) і, практично, щоб визначити в сегрегованому світі поле втручання «людей, які працюють над тим, щоб зацікавити себе дискурсом іншого».

## Українські переклади

### Книжки
- Капіталізм і шизофренія: Анти-Едіп. — Київ: Карме-Сінто, 1996. (у співавторстві з Жилем Делезом)
- Щό таке філософія? — Львів: Астолябія, 2015. ISBN 978-617-664-085-1 (у співавторстві з Жилем Дельозом)

### Статті
- Травня 68-го не відбулось // Спільне. — 29 листопада 2017. (у співавторстві з Жилем Делезом)